# Gypona mecona
Gypona mecona är en insektsart som beskrevs av Freytag 2006. Gypona mecona ingår i släktet Gypona och familjen dvärgstritar. Inga underarter finns listade i Catalogue of Life.